# Kajakarstwo na Letnich Igrzyskach Olimpijskich 1960 – C-2 1000 m mężczyzn
Zawody w kajakarstwie klasycznym kanadyjek (C2) na dystansie 1000 m mężczyzn na Letnich Igrzyskach Olimpijskich 1960 zostały rozegrane 26–27 sierpnia (eliminacje, repasaże) i 29 sierpnia 1960 r. – finał. W zawodach wzięło udział 22 zawodników z 11 państw.

## Rezultaty
| Legenda | Legenda  | Legenda | Legenda         |
| ------- | -------- | ------- | --------------- |
| R       | Repasaże | QF      | Awans do finału |

### Eliminacje
| Poz. | Zawodnicy                            | Reprezentacja  | Czas    | Uwagi |
| ---- | ------------------------------------ | -------------- | ------- | ----- |
| 1    | Leonid Giejsztor Siergiej Makarienko | ZSRR           | 4:27,29 | QF    |
| 2    | Aldo Dezi Francesco La Macchia       | Włochy         | 4:29,24 | QF    |
| 3    | Igor Lipalit Dumitru Alexe           | Rumunia        | 4:31,33 | QF    |
| 4    | Jiří Kodeš Václav Vokál              | Czechosłowacja | 4:38,59 | R     |
| 5    | Willi Mehlberg Werner Ulrich         | Niemcy         | 4:39,44 | R     |
| 6    | Marin Gopow Toma Sokołow             | Bułgaria       | 4:39,68 | R     |

| Poz. | Zawodnicy                     | Reprezentacja     | Czas    | Uwagi |
| ---- | ----------------------------- | ----------------- | ------- | ----- |
| 1    | Imre Farkas András Törő       | Węgry             | 4:29,42 | QF    |
| 2    | Georges Turlier Michel Picard | Francja           | 4:29,76 | QF    |
| 3    | Kurt Liebhart Herwig Dirnböck | Austria           | 4:42,43 | QF    |
| 4    | John Beedell Joseph Derochie  | Kanada            | 4:47,82 | R     |
| 5    | Arnold Demos Richard Moran    | Stany Zjednoczone | 4:59,15 | R     |

### Repasaże
| Poz. | Zawodnicy                    | Reprezentacja     | Czas    | Uwagi |
| ---- | ---------------------------- | ----------------- | ------- | ----- |
| 1    | Jiří Kodeš Václav Vokál      | Czechosłowacja    | 4:44,20 | QF    |
| 2    | Marin Gopow Toma Sokołow     | Bułgaria          | 4:48,06 | QF    |
| 3    | Willi Mehlberg Werner Ulrich | Niemcy            | 4:50,23 | QF    |
| 4    | John Beedell Joseph Derochie | Kanada            | 5:02,14 |       |
| -    | Arnold Demos Richard Moran   | Stany Zjednoczone | DQ      |       |

### Finał
| Poz. | Zawodnicy                            | Reprezentacja  | Czas    |
| ---- | ------------------------------------ | -------------- | ------- |
|      | Leonid Giejsztor Siergiej Makarienko | ZSRR           | 4:17,04 |
|      | Aldo Dezi Francesco La Macchia       | Włochy         | 4:20,77 |
|      | Imre Farkas András Törő              | Węgry          | 4:20,89 |
| 4    | Igor Lipalit Dumitru Alexe           | Rumunia        | 4:22,36 |
| 5    | Jiří Kodeš Václav Vokál              | Czechosłowacja | 4:27,66 |
| 6    | Marin Gopow Toma Sokołow             | Bułgaria       | 4:31,52 |
| 7    | Willi Mehlberg Werner Ulrich         | Niemcy         | 4:31,68 |
| 8    | Georges Turlier Michel Picard        | Francja        | 4:35,48 |
| 9    | Kurt Liebhart Herwig Dirnböck        | Austria        | 4:43,70 |